# GThumb
gThumb – przeglądarka grafiki dla środowiska GNOME. Do możliwości narzędzia należą:
- przeglądanie obrazów w wielu formatach, w tym BMP, JPEG, GIF, PNG, TIFF, ICO i XPM,
- odczyt metadanych EXIF,
- zarządzanie plikami na poziomie systemu plików oraz organizowanie grafiki w katalogi i zbiory,
- przeprowadzanie prostych operacji korekcyjnych (obracanie, skalowanie, kontrola jasności i nasycenia),
- pobieranie obrazów ze źródeł zewnętrznych (np. kamery),
- generowanie galerii w formie strony WWW,
- eksport obrazów do popularnych serwisów, takich jak Photobucket[2], Picasa Web Albums[3], Facebook i Flickr[4].

Ponadto możliwości aplikacji mogą zostać rozszerzone wtyczkami.